# ネイザン・イースト
ネイザン・イースト（Nathan East、1955年12月8日 - ）は、アメリカ合衆国のベーシスト。ジャズ・フュージョンをメインに活動している。今までにジョージ・ハリスン、フィル・コリンズ、スティーヴィー・ワンダー、エリック・クラプトンら多数の著名アーティストと共演している。

## 経歴
父・トーマスと母・グウェンドリンの7番目の子供としてペンシルベニア州フィラデルフィアに生まれ、4歳の時カリフォルニア州サンディエゴに引っ越す。中学生の時、学校のオーケストラでチェロを弾き始めるが、14歳の時に兄のデイヴィッドの影響でベースに切り替え、地域の教会で演奏をする。
まだ10代の頃にバリー・ホワイト率いるラヴ・アンリミテッド・オーケストラのメンバーに抜擢され、その後スタジオ・ミュージシャンとして活躍し始め、ジョージ・ベンソンやジョー・サンプルらと共演する。ジャズ・フュージョン系のミュージシャンとの共演のほか、エリック・クラプトンや、フィル・コリンズ（大ヒット曲「イージー・ラヴァー」の作者の一人でもある）、アニタ・ベイカー、ダフト・パンクらのポップス・ロック系のミュージシャンのバンドのレギュラーメンバーとしても活動している。
1990年、ボブ・ジェームスのアルバム『グランド・ピアノ・キャニオン』にて、リー・リトナー、ハーヴィー・メイソンと揃ってセッションを行い意気投合し、フォープレイを結成、1991年にセルフタイトルアルバムを発表した。その後も継続的にアルバムを発表し、ソロ活動と並行してレギュラーグループとしての活動を続けている。
2010年、TOTOのマイク・ポーカロ支援ツアーにマイクの代役として参加。2013年からのTOTO結成35周年ツアーではバンドの正式メンバーとして参加（2014年春の日本ツアーまで）。
2013年、ベーシストとして参加したダフト・パンクのアルバム『ランダム・アクセス・メモリーズ』が、第56回グラミー賞において、年間最優秀アルバム賞を受賞。ナイル・ロジャースやファレル・ウィリアムスとも共演し、世界32ヶ国でチャート1位を獲得したダフト・パンクのシングル「ゲット・ラッキー」は、年間最優秀レコード賞を受賞。
2014年、ネイザンはエリック・クラプトン、スティーヴィー・ワンダー、サラ・バレリス、マイケル・マクドナルド、レイ・パーカー・ジュニア、デヴィッド・ペイチ (TOTO)らを招き、自らの名前を冠したキャリア40年目にして初のソロ・アルバム『ネイザン・イースト』を発表。同アルバムは、第57回グラミー賞で最優秀コンテンポラリー・インストゥルメンタル・アルバム賞にノミネートされた。
2015年、ネイザンは同じくフォープレイのメンバーとして活躍するボブ・ジェームスと初のデュエット・アルバム『ザ・ニュー・クール』を発表。
2017年、ネイザンは盟友のエリック・クラプトン、フィル・コリンズ、EW&F（ヴァーディン・ホワイト、フィリップ・ベイリー、ラルフ・ジョンソン）、チャック・ローブ、チック・コリア、ヨランダ・アダムス、カーク・ウェイラム、ニッキ・ヤノフスキーらが参加した、ソロ2作目となるアルバム『レヴェランス』を発表。同アルバムは日米ビルボードのジャズ・アルバム・チャートでそれぞれ初登場第1位を獲得。

## 人物
ベースのほか、スキャットを特長としたボーカリストとしての才覚も発揮している。
使用ベースは、自身のシグネイチャーモデルであるヤマハBB-NE2の6弦タイプ。”世界各国の国旗”があしらわれ、「ワールドベース (the World Bass)」という愛称をつけ使用しているほか、フェンダー、フォデラなどのベースを使用。
茶目っ気のある人物で、クリニックなどでは余興でロープマジックを披露している。また、日本での活動の際には「寧山 東」の名刺を配ることがある。
社交的で人懐っこい性格で、英国で開催された音楽イベント「SONGS＆VISIONS」で一緒になった初対面の矢沢永吉にも気さくに話しかけた。このライブをきっかけに、矢沢永吉のレコーディングに参加している。

## ディスコグラフィ

### ソロ・アルバム
- 『ネイザン・イースト』 - Nathan East (2014年)
- 『ザ・ニュー・クール』 - The New Cool (2015年) ※with ボブ・ジェームス
- 『レヴェランス』 - Reverence (2017年)

### フォープレイ
- 『フォープレイ』 - Fourplay (1991年)
- 『ビトゥイーン・ザ・シーツ』 - Between the Sheets (1993年)
- 『エリクシール』 - Elixir (1995年)
- 『ベスト・オブ・フォープレイ』 - The Best of Fourplay (1997年)
- 『④』 - 4 (1998年)
- 『スノーバウンド』 - Snowbound (1999年)
- 『イエス、プリーズ!』 - Yes, Please! (2000年)
- 『ハートフェルト』 - Heartfelt (2002年)
- 『ジャーニー』 - Journey (2004年)
- 『X』 - X (2006年)
- 『エナジー』 - Energy (2008年)
- 『レッツ・タッチ・ザ・スカイ』 - Let's Touch the Sky (2010年)
- 『エスプリ・ドゥ・フォー』 - Esprit De Four (2012年)
- 『シルヴァー』 - Silver (2015年)